# Aaron Jackson
Aaron Lee Jackson (Hartford, 6 maggio 1986) è un ex cestista statunitense.

## Palmarès
- Campionato russo: 2

CSKA Mosca: 2012-13, 2013-14
- VTB United League: 5

CSKA Mosca: 2012-2013, 2013-14, 2014-15, 2015-16, 2016-17
- Eurolega: 1

CSKA Mosca: 2015-16